# Konzert für Oboe und Orchester (Marcello)
Alessandro Marcellos Konzert für Oboe und Orchester in d-Moll ist ein bedeutendes Werk des italienischen Spätbarock. Es entstand zu Beginn des 18. Jahrhunderts und wurde erstmals 1717 in Amsterdam veröffentlicht. Das Konzert folgt der für die Zeit typischen dreisätzigen Struktur und ist für Oboe solo, zwei Violinen, Viola und Basso continuo komponiert. Es gilt als eines der ersten virtuosen solistischen Oboenkonzerte der Musikgeschichte und hat sich als fester Bestandteil des Oboenrepertoires etabliert. Die Bearbeitung des Werks durch Johann Sebastian Bach für Cembalo (BWV 974) trug wesentlich zu seiner Verbreitung und Popularität bei.

## Entstehung und Zuschreibung

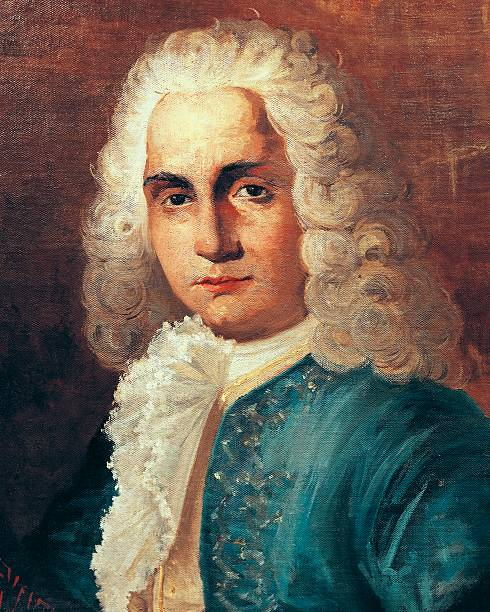
Alessandro Marcello

Das Konzert für Oboe und Orchester in d-Moll, das heute allgemein Alessandro Marcello zugeschrieben wird, hat eine komplexe Entstehungs- und Zuschreibungsgeschichte, die bis ins frühe 18. Jahrhundert zurückreicht.
Die früheste bekannte Quelle für das Konzert ist eine Druckausgabe, die 1717 in Amsterdam von Jeanne Roger veröffentlicht wurde. In dieser Ausgabe erschien das Werk als Teil einer Sammlung mit dem Titel 12 Concerti a Cinque und wurde explizit Alessandro Marcello zugeschrieben. Es handelte sich dabei um ein Konzert in fünf Stimmen für Oboe (Solist), Streicher (zwei Violinen und eine Viola) sowie Basso continuo. Interessanterweise veröffentlichte Alessandro Marcello die meisten seiner Werke unter einem Pseudonym (Eterio Stinfalico), während dieses Oboenkonzert eine Ausnahme darstellte, da es unter seinem echten Namen erschien.
Eine wichtige Rolle in der Verbreitung und späteren Zuschreibungsproblematik des Konzerts spielte Johann Sebastian Bach. Die früheste erhaltene Handschrift von Bachs Bearbeitung des Konzerts für Tasteninstrument (BWV 974) datiert auf etwa 1715. Dies deutet darauf hin, dass Bach bereits vor der Amsterdamer Druckausgabe Zugang zu dem Werk hatte. Bachs Bearbeitung trug wesentlich zur Popularität des Konzerts bei. Der renommierte Oboist Albrecht Mayer betont die Bedeutung dieser Adaption:

„Dieses Konzert ist nicht nur der sogenannte Archetypus des Oboenkonzerts, das erste richtige virtuose solistische Oboenkonzert der Geschichte. Sondern es war so beliebt und auch so beeindruckend, dass Johann Sebastian Bach sich das hat kommen lassen, und er hat es für sein Instrument bearbeitet, für den Kielflügel, also das Cembalo.“

Die Zuschreibung des Konzerts war lange Zeit umstritten. Im 19. Jahrhundert wurde Bachs Klavierversion fälschlicherweise als Bearbeitung eines Konzerts von Antonio Vivaldi veröffentlicht. Eine weitere Komplikation ergab sich durch die Entdeckung einer c-Moll-Variante des Konzerts. Diese Version, die in einem Manuskript von 1717 gefunden wurde, wurde zunächst Benedetto Marcello, dem jüngeren Bruder von Alessandro, zugeschrieben. Diese Fehlzuschreibung hielt sich bis ins 20. Jahrhundert.
Erst in der zweiten Hälfte des 20. Jahrhunderts setzte sich wieder die ursprüngliche Zuschreibung an Alessandro Marcello durch. Mehrere Publikationen bestätigten Alessandro als Komponisten des Stücks, wie es auch in der frühen Druckausgabe des 18. Jahrhunderts angegeben war. Die Verwirrung um die Autorschaft lässt sich teilweise dadurch erklären, dass Alessandro Marcello als Komponist weniger bekannt war als sein Bruder Benedetto. Wenn in Manuskripten nur „Marcello“ ohne Vornamen stand, wurde oft automatisch der bekanntere Benedetto angenommen.
Das Konzert gilt als wegweisendes Werk in der Entwicklung des Oboenkonzerts. Trotz seiner scheinbaren Schlichtheit stellt es hohe technische Anforderungen an den Solisten, insbesondere im getragenen zweiten Satz:

„Der langsame Satz ist wirklich eine überirdisch schöne lange Melodie. Und da weiß man schon, dass es ohne eine Zirkuläratmung nahezu unmöglich ist, das wirklich vernünftig zu spielen.“

Das Konzert hat sich als fester Bestandteil des Oboenrepertoires etabliert und wird sowohl in seiner ursprünglichen Form für Oboe und Orchester als auch in Bachs Bearbeitung für Tasteninstrument häufig aufgeführt.

## Struktur

### Aufbau
Alessandro Marcellos Konzert für Oboe und Orchester in d-Moll ist ein bedeutendes Werk des italienischen Spätbarock. Es folgt der für die Zeit typischen dreisätzigen Struktur.

#### Erster Satz: Andante e spiccato

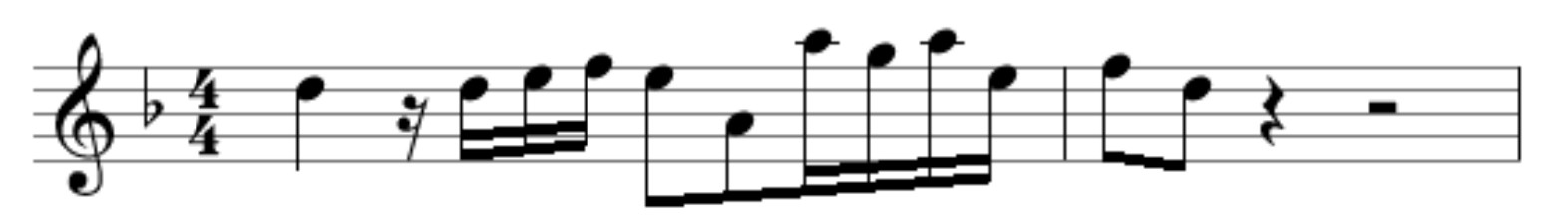
Ritornell des 1. Satzes

Der erste Satz trägt die Bezeichnung Andante e spiccato, wobei „spiccato“ hier im Sinne von „deutlich“ zu verstehen ist. Er steht im 4/4-Takt und beginnt mit einem markanten Ritornell des Orchesters, das das Hauptthema vorstellt. Die Oboe tritt anschließend mit einer variierten Form dieses Themas ein. 
Ein charakteristisches Merkmal dieses Satzes ist, dass Marcello das Ritornell bei jedem Auftreten variiert und auch das Tongeschlecht wechselt. In der Mitte des Satzes erscheint es in Dur. Die Struktur basiert auf dem Wechsel zwischen Tutti-Passagen des Orchesters und solistischen Abschnitten der Oboe, wobei die Oboe zunehmend virtuose Passagen präsentiert.

#### Zweiter Satz: Adagio

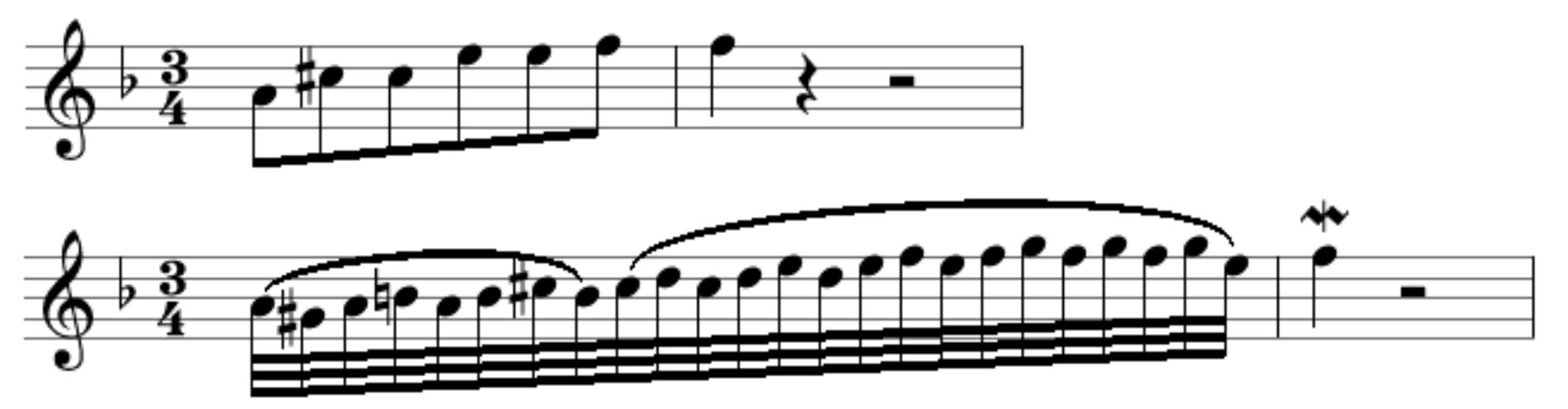
Ausschnitt aus der Oboenstimme im 2. Satz in der Fassung Marcellos und in der Bearbeitung von Bach

Der langsame zweite Satz im 3/4-Takt wird von einer ausdrucksvollen Kantilene der Oboe dominiert. Diese wird von den Streichern mit einer zurückhaltenden Begleitung untermalt. Der Oboist Albrecht Mayer beschreibt diesen Satz als „überirdisch schöne lange Melodie“.
Dem Zeitgeist entsprechend bietet dieser Satz Raum für Verzierungen und Improvisationen des Solisten. Häufig werden hier die von Johann Sebastian Bach für seine Cembalo-Bearbeitung (BWV 974) geschriebenen Verzierungen verwendet. Dies stellt hohe technische Anforderungen an den Solisten, insbesondere hinsichtlich der Atemtechnik.

#### Dritter Satz: Presto

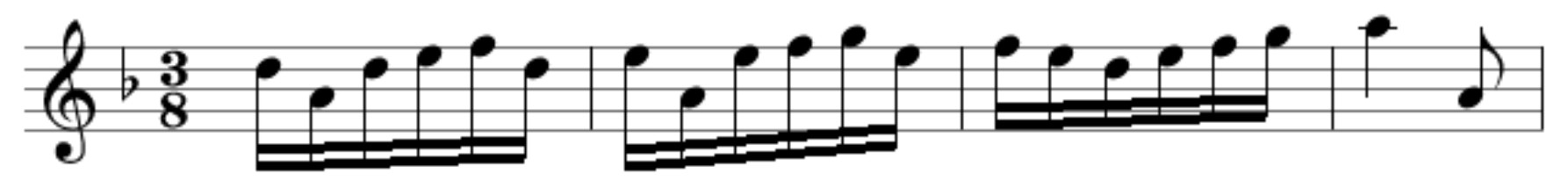
Ritornell des 3. Satzes

Der abschließende dritte Satz steht im 3/8-Takt und ist mit „Presto“ überschrieben. Er zeichnet sich durch seinen tänzerischen Charakter und virtuose Passagen für die Oboe aus. Zu Beginn stellen Soloinstrument und Streicher unterschiedliche Themen vor, die im weiteren Verlauf des Satzes aufgegriffen und verarbeitet werden.
Die thematische Entwicklung ist komplex, mit mehreren kontrastierenden Motiven. Die technischen Anforderungen für den Solisten steigern sich hier im Vergleich zu den vorangegangenen Sätzen nochmals deutlich.

### Musikalische Merkmale
Marcellos Oboenkonzert zeichnet sich durch eine klare formale Struktur und eine ausgewogene Balance zwischen Solist und Orchester aus. Die melodische Erfindung ist von großer Eleganz, insbesondere im langsamen Satz. Die geschickte Verwendung von Kontrasten ist ein charakteristisches Merkmal des Konzerts. Dies zeigt sich sowohl in der Gegenüberstellung von Solo- und Tutti-Passagen als auch in der Abwechslung zwischen lyrischen und virtuosen Elementen. Die technischen Anforderungen an den Solisten sind beträchtlich, insbesondere im Hinblick auf Atemkontrolle, Tonbildung und Fingerfertigkeit. Dies macht das Werk zu einem wichtigen Prüfstein für Oboisten und zu einem beliebten Stück in Wettbewerben und Vorspielen.

## Bedeutung und Rezeption
Das Konzert wird oft als „Archetypus des Oboenkonzerts“ bezeichnet und gilt als eines der ersten wirklich virtuosen solistischen Oboenkonzerte der Musikgeschichte. Es entstand in einer Zeit, als sich das Oboenkonzert als eigenständige Gattung zu etablieren begann. Marcello schuf damit ein Werk, das die Möglichkeiten des Instruments voll ausschöpfte und als Vorbild für spätere Kompositionen diente.
Ein bedeutender Aspekt in der Rezeptionsgeschichte des Konzerts ist seine Bearbeitung durch Johann Sebastian Bach. Bach transkribierte das Werk für Cembalo (BWV 974), was nicht nur die Qualität der Komposition unterstreicht, sondern auch zu ihrer Verbreitung beitrug. Diese Bearbeitung hatte weitreichende Folgen für die spätere Aufführungspraxis des Konzerts, da viele Oboisten, darunter der Albrecht Mayer, Bachs Verzierungen und Ausschmückungen in ihre Interpretation des Originalwerks übernahmen. Die Bach’sche Bearbeitung hat die Aufführungspraxis des Konzerts nachhaltig beeinflusst und zu einer interessanten Verschmelzung der ursprünglichen Komposition Marcellos mit Bachs Interpretation und den Improvisationstraditionen des Barocks geführt.
Trotz seiner scheinbaren Schlichtheit stellt das Konzert hohe technische Anforderungen an den Solisten. Besonders der langsame zweite Satz erfordert eine ausgefeilte Atemtechnik. Albrecht Mayer weist darauf hin, dass eine Zirkularatmung nahezu unerlässlich ist, um die lange, getragene Melodie angemessen zu interpretieren. Der letzte Satz wiederum ist ein Prüfstein für die Virtuosität des Oboisten, mit schnellen Läufen und komplexen Figurationen. Das Konzert hat einen festen Platz im Ausbildungsrepertoire für Oboisten. Es wird oft als eines der ersten größeren Werke studiert, das angehende Oboisten in ihrer Ausbildung spielen. Diese pädagogische Bedeutung unterstreicht seinen Stellenwert in der Oboenliteratur.
Das Konzert wird für seine musikalische Ausgewogenheit und emotionale Tiefe geschätzt. Besonders der zweite Satz gilt als Beispiel für die expressive Kraft der Oboe. Die Kombination aus technischer Herausforderung und musikalischer Ausdrucksstärke macht es zu einem beliebten Werk sowohl für Aufführungen als auch für Aufnahmen.

## Aufführungspraxis
Das Konzert ist für Oboe solo, zwei Violinen, Viola und Basso continuo komponiert. Diese Besetzung ist typisch für die Barockzeit und ermöglicht eine transparente Klangstruktur, in der die Oboe als Soloinstrument gut zur Geltung kommt.
Ein zentraler Aspekt der Aufführungspraxis dieses Konzerts ist die Frage der Verzierungen. Bachs Cembalo-Bearbeitung bietet hier wertvolle Hinweise. Viele der von Bach hinzugefügten Verzierungen lassen sich gut auf der Oboe realisieren, weshalb einige Herausgeber, wie Himie Voxman, diese in moderne Ausgaben des Oboenkonzerts übernommen haben. Der Oboist Albrecht Mayer betont die Bedeutung dieser Verzierungen:

„Mit den Verzierungen von Johann Sebastian Bach ist es natürlich noch mal geadelter.“

Diese Praxis, Bachs Ausarbeitungen zu übernehmen, kann als eine Bereicherung der ursprünglichen Melodieführung betrachtet werden und entspricht möglicherweise den Intentionen Marcellos, der vielleicht eine eher schlichte Melodielinie als Grundlage für virtuose Ausschmückungen vorgesehen hatte.
Trotz seiner scheinbaren Schlichtheit stellt das Konzert erhebliche technische Anforderungen an den Solisten. Besonders der langsame zweite Satz erfordert eine ausgeprägte Atemtechnik. Albrecht Mayer weist darauf hin, dass eine Zirkularatmung nahezu unerlässlich ist, um die lange, getragene Melodie angemessen zu interpretieren. Die Tempi der einzelnen Sätze sind von großer Bedeutung für die Interpretation. Der erste und dritte Satz haben einen lebhaften, tänzerischen Charakter, während der zweite Satz eine ruhige, ausdrucksvolle Melodie präsentiert. Mayer beschreibt den letzten Satz als „ein echtes Virtuosenstück“ mit tänzerischem Tempo und Thema. Bei der Wahl des Tempos ist es wichtig, eine Balance zwischen virtuoser Darstellung und Zusammenspiel mit dem Orchester zu finden.
In der modernen Aufführungspraxis wird das Konzert sowohl auf historischen als auch auf modernen Instrumenten gespielt. Die Wahl des Instruments kann den Klangcharakter und die technischen Möglichkeiten beeinflussen. Einige Interpreten bevorzugen historische Oboen, um dem originalen Klangbild näher zu kommen, während andere moderne Instrumente nutzen, um technische Herausforderungen leichter zu bewältigen.
Im Jahr 2021 veröffentlichten Dorothee Oberlinger und Edin Karamazov eine Fassung der Bachschen Bearbeitung für Blockflöte und Laute.

## Einordnung in Marcellos Schaffen
Alessandro Marcellos Konzert für Oboe und Orchester in d-Moll nimmt eine besondere Stellung in seinem kompositorischen Schaffen ein. Es gilt als sein bekanntestes Werk und hat sich zu einem Standardrepertoire für Oboisten entwickelt.
Das Konzert wurde erstmals 1716 veröffentlicht und markiert einen wichtigen Punkt in Marcellos musikalischer Laufbahn. Als venezianischer Adliger und Mitglied der literarischen Vereinigung Accademia dell’Arcadia war Marcello nicht nur Komponist, sondern auch ein vielseitig interessierter Kunstliebhaber. Er sammelte Instrumente und befasste sich intensiv mit der Musik seiner Zeit, einschließlich deutscher und französischer Werke.
Obwohl Marcello oft als „Dilettant“ bezeichnet wurde, zeugt sein Oboenkonzert von ernsthafter kompositorischer Arbeit und tiefem musikalischem Verständnis. Es spiegelt seine Weltläufigkeit wider und zeigt, wie er musikalische Trends aus verschiedenen Ländern in seine Kompositionen einfließen ließ. Das Werk zeichnet sich durch eine schlichte, fast abgeklärte Struktur aus, die jedoch technische Herausforderungen für den Solisten bereithält.
Die Bedeutung des Konzerts wird durch seine Rezeption unterstrichen. Johann Sebastian Bach schätzte das Werk so sehr, dass er es für Cembalo transkribierte (BWV 974), was zu seiner weiteren Verbreitung und Anerkennung beitrug. Diese Bearbeitung durch Bach hat das Konzert zusätzlich „geadelt“ und ihm einen besonderen Platz in der Musikgeschichte gesichert.
Im Kontext von Marcellos Gesamtwerk stellt das Oboenkonzert einen Höhepunkt dar. Es demonstriert seine Fähigkeit, die Oboe als Soloinstrument effektiv einzusetzen und gleichzeitig die Konventionen des barocken Konzerts zu respektieren. Das Werk zeigt auch Marcellos Gespür für melodische Linien und seine Fähigkeit, emotionale Tiefe mit technischer Raffinesse zu verbinden. Interessanterweise wurde das Konzert zunächst in einer c-Moll-Fassung entdeckt und irrtümlich Marcellos Bruder Benedetto zugeschrieben. Erst später wurde die d-Moll-Version gefunden und die korrekte Zuschreibung an Alessandro Marcello vorgenommen. Diese Verwechslung unterstreicht die enge musikalische Verbindung zwischen den Marcello-Brüdern und die Komplexität der Zuordnung barocker Werke.